# Antirresonancia
En fonética acústica se entiende por antirresonancia (o cero) aquel fenómeno  que consiste en la cancelación de una frecuencia debido a la superposición de dos ondas idénticas pero de signo contrario. Una de ellas choca con un obstáculo en el tracto vocal o un cambio de medio en el tracto vocal y, al rebotar, cambia su signo y converge con otra que proviene directamente de la fuente de sonido.

## Fenómeno
Las antirresonancias siempre van en pareja de las resonancias (en pares de polo y cero, próximos el uno al otro). Para que la superposición entre las ondas se produzca, tienen que tener una frecuencia  parecida, con un desfase cercano a los 180°. En fonética acústica,  es casi imposible que se produzca un choque de ondas con frecuencias iguales.
En las parejas de polos y ceros la frecuencia de la antirresonancia es siempre la más baja de las dos. Al rebotar, la onda mantiene la misma frecuencia y amplitud. Lo que cambia es el signo o polaridad, de positivo a negativo. Para que se produzca la antirresonancia, las ondas que se encuentran deben tener signos opuestos.
Un aspecto característico de la antirresonancia, que se  atribuye al choque de ondas, es la cancelación del sonido: no hay resultado acústico, por tanto, no tiene reflejo en el espectro.

### Antiformantes
Los antiformantes son la representación en el espectro de esas zonas de mínima amplitud como consecuencia de la antirresonancia, que impide que las partículas se desplacen lo suficiente. Su observación suele ser más clara en un corte espectral que en un espectrograma.
En el espectro, los formantes aparecen como picos de energía y los antiformantes como valles pronunciados. Estos últimos pueden aparecer como una banda blanca, si no hay formantes cerca de la antirresonancia, pero si la frecuencia de la antirresonancia tiene la misma frecuencia que un formante, el resultado es que el pico del formante simplemente queda debilitado. Como consecuencia del efecto del filtro, estos componentes frecuenciales que chocan hacen que la amplitud de las ondas que se van emitiendo disminuya.

## Sonidos en los que se producen antirresonancias
Las antirresonancias más características se dan en las consonantes nasales y laterales. En su producción hay una ramificación del tracto vocal: en una cavidad con un extremo abierto y en otra con un extremo cerrado. Dependiendo de las características del tracto y del punto de articulación, la longitud de esa rama cerrada cambia: cuanto mayor el recorrido, más baja será la frecuencia de la antirresonancia, y viceversa.

### Nasales
En los sonidos nasales, la onda proveniente de la fuente de sonido se bifurca hacia la cavidad nasal, como extremo abierto del tracto, y hacia la cavidad oral, donde hay un obstáculo. Al encontrar el obstáculo la onda retorna (con cambio de signo) y cancela a las nuevas que son emitidas por la fuente de sonido.
Está discutido que en la nasal uvular y en la velar se den antirresonancias, porque en ellas la frecuencia de la antirresonancia es tan alta que no se percibe, y es debido al corto recorrido que hace la onda que choca.
Las antirresonancias pueden ser pistas para averiguar el punto de articulación de las nasales, porque sus frecuencias dependen de la longitud de la cavidad oral. Si se conoce la longitud, se puede esperar los hercios (Hz) a los que estarán las frecuencias de las antirresonancias.
Por otro lado, es difícil hacer predicciones de las frecuencias de las antirresonancias que se producen en los senos nasales, porque depende del volumen de estos y de las aperturas u orificios nasales, que pueden variar incluso en una misma persona a causa de muy diversos factores y a lo largo de un mismo día.

### Laterales
El análisis de las antirresonancias en consonantes laterales es similar al de las nasales. En las laterales el obstáculo es la lengua, que se coloca en la parte central de la cavidad oral. Su posicionamiento hace que el sonido se bifurque por los laterales, pero hay una pequeña masa de aire que permanece en la parte superior de la lengua. Esta parte de la lengua funciona igual que la cavidad oral en las nasales. Puede haber antirresonancias que se produzcan por la asimetría de las aperturas laterales de la lengua.
Como en las nasales, las antirresonancias provocan la reducción de la amplitud de los formantes, pero una diferencia es que hay más distancia entre formantes en las laterales.

### Antirresonancias en otros sonidos
Por otra parte, podemos encontrar también ceros en otros sonidos por la configuración del tracto vocal, por ejemplo: en sonidos retroflejos, y en algunos sonidos postalveolares (por la cavidad sublingual, como en las fricativas sibilantes  [ʃ] y [s],) o por acoplamiento en las vías subglóticas en sonidos en los que la glotis funciona como cavidad abierta.
Algunas fricativas, cuya fuente de sonido se sitúa en medio de la cavidad oral, tienen antirresonancias. La parte trasera funciona como la cavidad cerrada, porque hacia ella también se emite sonido. Las fricativas en las que se dan ceros son: las  sibilantes, en las labiodentales ([f] y [v]) y en la fricativa velar sorda ([x]).